# 12e cérémonie des Critics' Choice Movie Awards
La 12e cérémonie des Critics' Choice Movie Awards, décernés par la Broadcast Film Critics Association, a eu lieu le 14 janvier 2007, et a récompensé les films sortis en 2006.

## Palmarès

### Meilleur film
- Les Infiltrés
  - Babel
  - Blood Diamond
  - Chronique d'un scandale
  - Dreamgirls
  - Lettres d'Iwo Jima (Letters from Iwo Jima) (硫黄島からの手紙 - Iô-Jima kara no tegami)
  - Little Children
  - Little Miss Sunshine
  - The Queen
  - Vol 93

### Meilleur réalisateur
- Martin Scorsese - Les Infiltrés
  - Bill Condon - Dreamgirls
  - Clint Eastwood - Lettres d'Iwo Jima (Letters from Iwo Jima) (硫黄島からの手紙 - Iô-Jima kara no tegami)
  - Stephen Frears - The Queen
  - Paul Greengrass - Vol 93

### Meilleur acteur
- Forest Whitaker pour le rôle d'Idi Amin Dada dans Le Dernier Roi d'Écosse 
  - Leonardo DiCaprio pour le rôle de Danny Archer dans Blood Diamond
  - Leonardo DiCaprio pour le rôle de Billy Costigan dans Les Infiltrés
  - Ryan Gosling pour le rôle de Dan Dunne dans Half Nelson
  - Peter O'Toole pour le rôle de Maurice dans Venus
  - Will Smith pour le rôle de Chris Gardner dans À la recherche du bonheur

### Meilleure actrice
- Helen Mirren pour le rôle de la reine Élisabeth II dans The Queen 
  - Penélope Cruz pour le rôle de Raimunda dans Volver
  - Judi Dench pour le rôle de Barbara Covett dans Chronique d'un scandale
  - Meryl Streep pour le rôle de Miranda Priestly dans Le Diable s'habille en Prada
  - Kate Winslet pour le rôle de Sarah Pierce dans Little Children

### Meilleur acteur dans un second rôle
- Eddie Murphy pour le rôle de James "Thunder" Early dans Dreamgirls 
  - Ben Affleck pour le rôle de Georges Reeves dans Hollywoodland
  - Alan Arkin pour le rôle d'Edwin Hoover dans Little Miss Sunshine
  - Adam Beach pour le rôle d'Ira « Chef » Hayes dans Mémoires de nos pères (Flags of Our Fathers)
  - Djimon Hounsou pour le rôle de Solomon Vandy dans Blood Diamond
  - Jack Nicholson pour le rôle de Frank Costello dans Les Infiltrés

### Meilleure actrice dans un second rôle
- Jennifer Hudson pour le rôle d'Effie Melody White dans Dreamgirls 
  - Adriana Barraza pour le rôle d'Amelia dans Babel
  - Cate Blanchett pour le rôle de Sheba Hart dans Chronique d'un scandale
  - Rinko Kikuchi pour le rôle de Chieko dans Babel
  - Catherine O'Hara pour le rôle de Marilyn Hack dans For Your Consideration
  - Emma Thompson pour le rôle de Kay Eiffel dans L'Incroyable Destin de Harold Crick

### Meilleur jeune acteur
- Paul Dano pour le rôle de Dwayne dans Little Miss Sunshine 
  - Cameron Bright pour le rôle de Joey Naylor dans Thank You for Smoking
  - Joseph Cross pour le rôle de Augusten Burroughs dans Courir avec des ciseaux
  - Freddie Highmore pour le rôle de Max Skinner (enfant) dans Une grande année
  - Jaden Smith pour le rôle de Christopher dans À la recherche du bonheur

### Meilleure jeune actrice
- Abigail Breslin pour le rôle d'Olive Hoover dans Little Miss Sunshine 
  - Ivana Baquero pour le rôle d'Ofelia dans Le Labyrinthe de Pan
  - Shareeka Epps (en) pour le rôle de Drey dans Half Nelson
  - Dakota Fanning pour le rôle de Fern Arable dans Le Petit Monde de Charlotte
  - Keke Palmer pour le rôle de Akeelah Anderson dans Les Mots d'Akeelah

### Meilleure distribution
- Little Miss Sunshine
  - Babel
  - Bobby
  - Les Infiltrés
  - Dreamgirls
  - The Last Show

### Meilleur scénariste
- Michael Arndt - Little Miss Sunshine
  - Guillermo Arriaga - Babel
  - Todd Field & Tom Perrotta - Little Children
  - Zach Helm - L'Incroyable Destin de Harold Crick
  - William Monahan - Les Infiltrés
  - Peter Morgan - The Queen

### Meilleur film en langue étrangère
- Lettres d'Iwo Jima (Letters from Iwo Jima) (硫黄島からの手紙 - Iô-Jima kara no tegami) •  États-Unis  Japon
  - Apocalypto •  États-Unis
  - Indigènes •  France
  - Le Labyrinthe de Pan (El laberinto del fauno) •  Espagne
  - Volver •  Espagne
  - Water •  Inde

### Meilleur film de famille
- Le Petit Monde de Charlotte
  - Flicka
  - Lassie
  - Les Mots d'Akeelah
  - Pirates des Caraïbes : Le Secret du coffre maudit (Pirates of the Caribbean : Dead Man's Chest)

### Meilleure comédie
- Borat, leçons culturelles sur l'Amérique au profit glorieuse nation Kazakhstan 
  - Le Diable s'habille en Prada
  - For Your Consideration
  - Little Miss Sunshine
  - Thank You for Smoking

### Meilleur film d'animation
- Cars 
  - Souris City
  - Happy Feet
  - Monster House
  - Nos voisins, les hommes

### Meilleur téléfilm
- Elizabeth I 
  - Les Aventures de Flynn Carson : le mystère de la lance sacrée
  - Rêves et Cauchemars
  - The Ron Clark Story
  - Katrina

### Meilleure chanson originale
- "Listen", Beyoncé - Dreamgirls
  - "I Need To Wake Up", Melissa Etheridge - Une vérité qui dérange
  - "My Little Girl", Tim McGraw - Flicka
  - "The Neighbor", Dixie Chicks - Shut Up and Sing
  - "Never Gonna Break My Faith", Aretha Franklin & Mary J. Blige - Bobby
  - "Ordinary Miracle", Sarah McLachlan - Le Petit Monde de Charlotte

### Meilleur compositeur
- Philip Glass pour la composition de la bande originale de L'Illusionniste

## Récompenses et nominations multiples

### Nominations multiples
Films
7 : Little Miss Sunshine
6 : Les Infiltrés, Dreamgirls
5 : Babel
4 : The Queen
3 : Blood Diamond, Lettres d'Iwo Jima, Little Children, Chronique d'un scandale
2 : Vol 93, Half Nelson, Chronique d'un scandale, À la recherche du bonheur, Volver, Le Diable s'habille en Prada, Thank You for Smoking, For Your Consideration, Le Labyrinthe de Pan, Flicka, Le Petit Monde de Charlotte, L'Incroyable Destin de Harold Crick, Bobby
Personnalités
2 : Leonardo DiCaprio

### Récompenses multiples
4/7 : Little Miss Sunshine
3/6 : Dreamgirls
2/6 : Les Infiltrés